# 탕카어족
탕카어족(Tangka語族, 영어: Tangkic languages)는 오스트레일리아 북부의 원주민 언어들이 속하는 작은 어족이다. 어족의 이름은 탕카어족 언어들로 ‘사람’을 뜻하는 ‘tangka(탕카)’에서 따왔다.
탕카어족 언어는 라딜어(Lardil)와 그의 특별한 사용역인 다민어(Damin), 카야딜드어(Kayardild), 유쿨타어(Yukulta)가 있다. 이 가운데 카야딜드어와 유쿨타어는 상호 이해 가능하다. 오늘날 탕카어족 언어는 모두 소멸위기언어이거나 소멸했다.
탕카어족은 오스트레일리아 원주민 언어의 대부분을 차지하는 파마늉아어족과는 독립된 어족으로 여겨지나, 확대 파마늉아어족(영어: Macro-Pama-Nyungan)에 속한다는 가설도 제기되었다.